# Grupa H din preliminariile Campionatului European de Fotbal 2020
Grupa H din preliminariile UEFA Euro 2020 este una din cele zece grupe care decid ce echipe se califică la turneul final al UEFA Euro 2020. Grupa H constă din șase echipe: Albania, Andorra, Franța, Islanda, Republica Moldova și Turcia, unde vor juca fiecare cu fiecare tur-retur.
Primele două clasate se vor califica direct la turneul final. Spre deosebire de edițiile anterioare, nu vor exista baraje, ci doar un play-off în care accesul se face conform rezultatelor din Liga Națiunilor UEFA 2018–2019.

## Clasament
| Loc | Echipa            | MJ | V | E | Î | GM | GP | DG  | Pct | Calificare                  |     | Franța | Turcia | Islanda | Albania | Andorra | Republica Moldova |
| --- | ----------------- | -- | - | - | - | -- | -- | --- | --- | --------------------------- | --- | ------ | ------ | ------- | ------- | ------- | ----------------- |
| 1   | Franța            | 10 | 8 | 1 | 1 | 25 | 6  | +19 | 25  | Calificare la turneul final |     | —      | 1–1    | 4–0     | 4–1     | 3–0     | 2–1               |
| 2   | Turcia            | 10 | 7 | 2 | 1 | 18 | 3  | +15 | 23  | Calificare la turneul final |     | 2–0    | —      | 0–0     | 1–0     | 1–0     | 4–0               |
| 3   | Islanda (X)       | 10 | 6 | 1 | 3 | 14 | 11 | +3  | 19  |                             |     | 0–1    | 2–1    | —       | 1–0     | 2–0     | 3–0               |
| 4   | Albania           | 10 | 4 | 1 | 5 | 16 | 14 | +2  | 13  |                             | 0–2 | 0–2    | 4–2    | —       | 2–2     | 2–0     |                   |
| 5   | Andorra           | 10 | 1 | 1 | 8 | 3  | 20 | −17 | 4   |                             | 0–4 | 0–2    | 0–2    | 0–3     | —       | 1–0     |                   |
| 6   | Republica Moldova | 10 | 1 | 0 | 9 | 1  | 25 | −24 | 3   |                             | 1–4 | 0–4    | 1–2    | 0–4     | 1–0     | —       |                   |

## Meciuri
Programarea meciurilor a fost publicată de UEFA în aceeași zi cu tragerea la sorți, la 2 decembrie 2018 la Dublin. Orele sunt date în CET/CEST, după cum au fost publicate de UEFA (orele locale, dacă diferă, sunt în paranteză).
| Albania | 0–2             | Turcia                                |
| ------- | --------------- | ------------------------------------- |
|         | Raport Wikidata | Hakan Çalhanoğlu 10' Burak Yılmaz 21' |

| Andorra | 0–2             | Islanda                                              |
| ------- | --------------- | ---------------------------------------------------- |
|         | Raport Wikidata | Birkir Bjarnason⁠(d) 22' Viðar Örn Kjartansson⁠(d) 35' |

| Republica Moldova | 1–4             | Franța                                                                                               |
| ----------------- | --------------- | --- |
|                   | Raport Wikidata | Antoine Griezmann 24' Raphaël Varane 27' Olivier Giroud 36' Kylian Mbappé 42' Vladimir Ambros⁠(d) 44' |

| Turcia | 4–0             | Republica Moldova                                                  |
| ------ | --------------- | ------------------------------------------------------------------ |
|        | Raport Wikidata | Cenk Tosun⁠(d) 26', 9', 8' Hasan Ali Kaldırım 24' Kaan Ayhan⁠(d) 25' |

| Andorra | 0–3             | Albania                                             |
| ------- | --------------- | --------------------------------------------------- |
|         | Raport Wikidata | Armando Sadiku 21' Bekim Balaj 42' Amir Abrashi 51' |

| Franța | 4–0             | Islanda                                                                      |
| ------ | --------------- | ---------------------------------------------------------------------------- |
|        | Raport Wikidata | Samuel Umtiti 12' Olivier Giroud 23' Kylian Mbappé 33' Antoine Griezmann 39' |

| Islanda | 1–0             | Albania                        |
| ------- | --------------- | ------------------------------ |
|         | Raport Wikidata | Jóhann Berg Guðmundsson⁠(d) 22' |

| Republica Moldova | 1–0             | Andorra       |
| ----------------- | --------------- | ------------- |
|                   | Raport Wikidata | Igor Armaș 8' |

| Turcia | 2–0             | Franța                             |
| ------ | --------------- | ---------------------------------- |
|        | Raport Wikidata | Kaan Ayhan⁠(d) 30' Cengiz Ünder 40' |

| Albania | 2–0             | Republica Moldova                                 |
| ------- | --------------- | ------------------------------------------------- |
|         | Raport Wikidata | Sokol Cikalleshi 21', 20' Ylber Ramadani 48', 47' |

| Andorra | 0–4             | Franța                                                                          |
| ------- | --------------- | ------------------------------------------------------------------------------- |
|         | Raport Wikidata | Kylian Mbappé 11' Kurt Zouma 15' Wissam Ben Yedder 30' Florian Thauvin⁠(d) 45+1' |

| Islanda | 2–1             | Turcia                                                |
| ------- | --------------- | ----------------------------------------------------- |
|         | Raport Wikidata | Ragnar Sigurðsson 21', 32', 31' Dorukhan Toköz⁠(d) 40' |

| Islanda | 3–0             | Republica Moldova                                                          |
| ------- | --------------- | -------------------------------------------------------------------------- |
|         | Raport Wikidata | Birkir Bjarnason⁠(d) 10' Kolbeinn Sigþórsson 31' Jón Daði Böðvarsson⁠(d) 32' |

| Franța | 4–1             | Albania                                                                                     |
| ------ | --------------- | ------------------------------------------------------------------------------------------- |
|        | Raport Wikidata | Kingsley Coman 8', 23' Olivier Giroud 27' Jonathan Ikoné⁠(d) 40' Sokol Cikalleshi 45' (pen.) |

| Turcia | 1–0             | Andorra           |
| ------ | --------------- | ----------------- |
|        | Raport Wikidata | Ozan Tufan⁠(d) 44' |

| Albania | 4–2             | Islanda |
| ------- | --------------- | --- |
|         | Raport Wikidata | Gylfi Sigurðsson 2' Elseid Hysaj 7' Kolbeinn Sigþórsson 13' Kastriot Dermaku 32' Odise Roshi 34' Sokol Cikalleshi 38', 37' |

| Franța | 3–0             | Andorra                                                     |
| ------ | --------------- | ----------------------------------------------------------- |
|        | Raport Wikidata | Clément Lenglet 7' Kingsley Coman 18' Wissam Ben Yedder 46' |

| Republica Moldova | 0–4             | Turcia                                                     |
| ----------------- | --------------- | ---------------------------------------------------------- |
|                   | Raport Wikidata | Deniz Türüç⁠(d) 12' Cenk Tosun⁠(d) 37', 34' Yusuf Yazıcı 43' |

| Andorra |        | Republica Moldova |
| ------- | ------ | ----------------- |
|         | Raport |                   |

| Islanda |        | Franța |
| ------- | ------ | ------ |
|         | Raport |        |

| Turcia |        | Albania |
| ------ | ------ | ------- |
|        | Raport |         |

| Franța |        | Turcia |
| ------ | ------ | ------ |
|        | Raport |        |

| Islanda |        | Andorra |
| ------- | ------ | ------- |
|         | Raport |         |

| Republica Moldova |        | Albania |
| ----------------- | ------ | ------- |
|                   | Raport |         |

| Turcia |        | Islanda |
| ------ | ------ | ------- |
|        | Raport |         |

| Albania |        | Andorra |
| ------- | ------ | ------- |
|         | Raport |         |

| Franța |        | Republica Moldova |
| ------ | ------ | ----------------- |
|        | Raport |                   |

| Albania |        | Franța |
| ------- | ------ | ------ |
|         | Raport |        |

| Andorra |        | Turcia |
| ------- | ------ | ------ |
|         | Raport |        |

| Republica Moldova |        | Islanda |
| ----------------- | ------ | ------- |
|                   | Raport |         |

## Disciplină
Un jucător este automat suspendat pentru următorul meci în cazul următoarelor infracțiuni:
- Cartonaș roșu (suspendările în acest caz pot fi mărite pentru infracțiuni grave)
- Trei cartonașe galbene în trei meciuri diferite, apoi ca al cincilea cartonaș galben și fiecare cartonaș galben după acesta (suspendările pentru cartonașe galbene se reportează pentru play-off, dar nu și la turneul final sau la alte meciuri internaționale viitoare)